# Borbotana kebeae
Borbotana kebeae är en fjärilsart som beskrevs av Bethune-Baker 1906. Borbotana kebeae ingår i släktet Borbotana och familjen nattflyn. Inga underarter finns listade i Catalogue of Life.